# Wat Chedi Si Hong

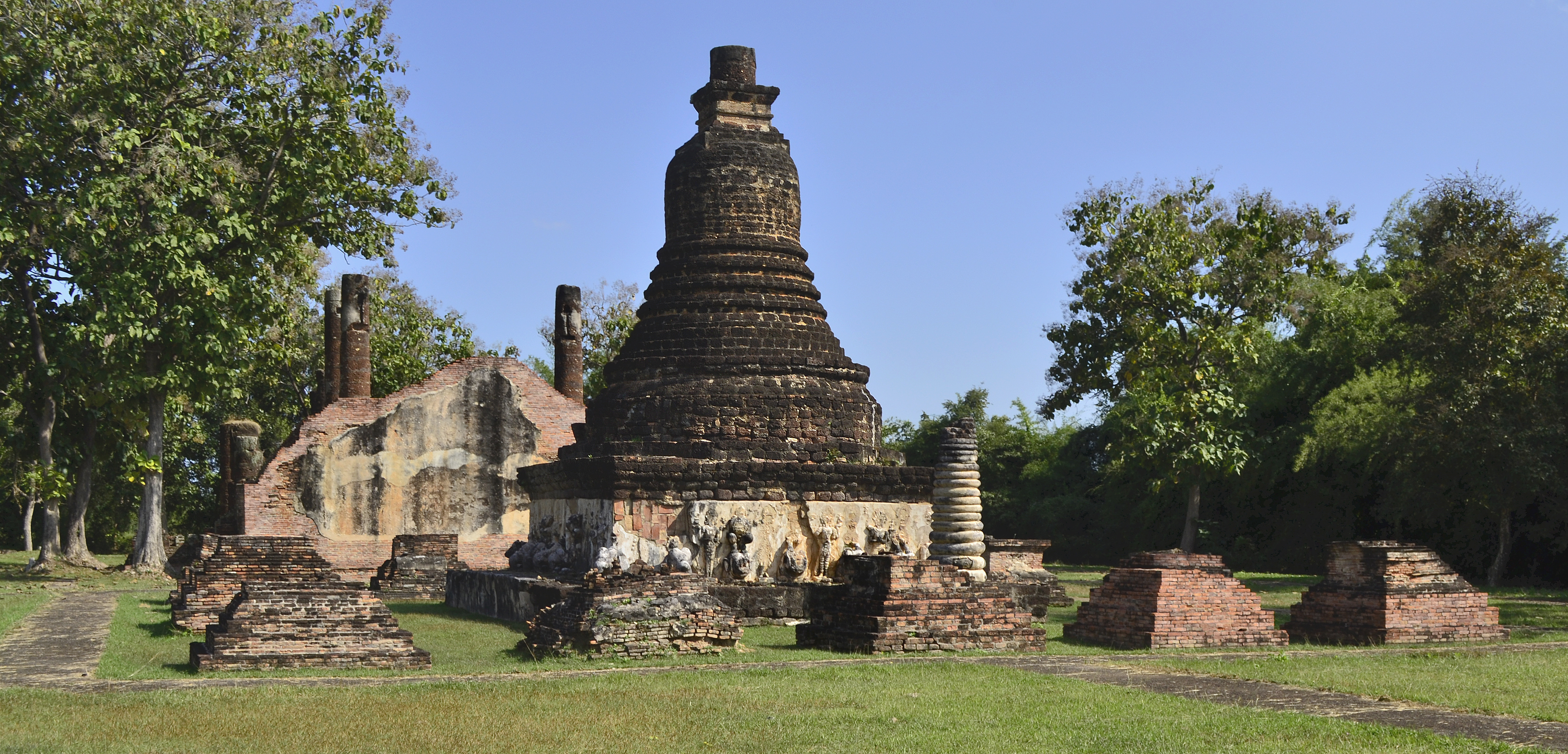
Chedi des Wat Chedi Si Hong

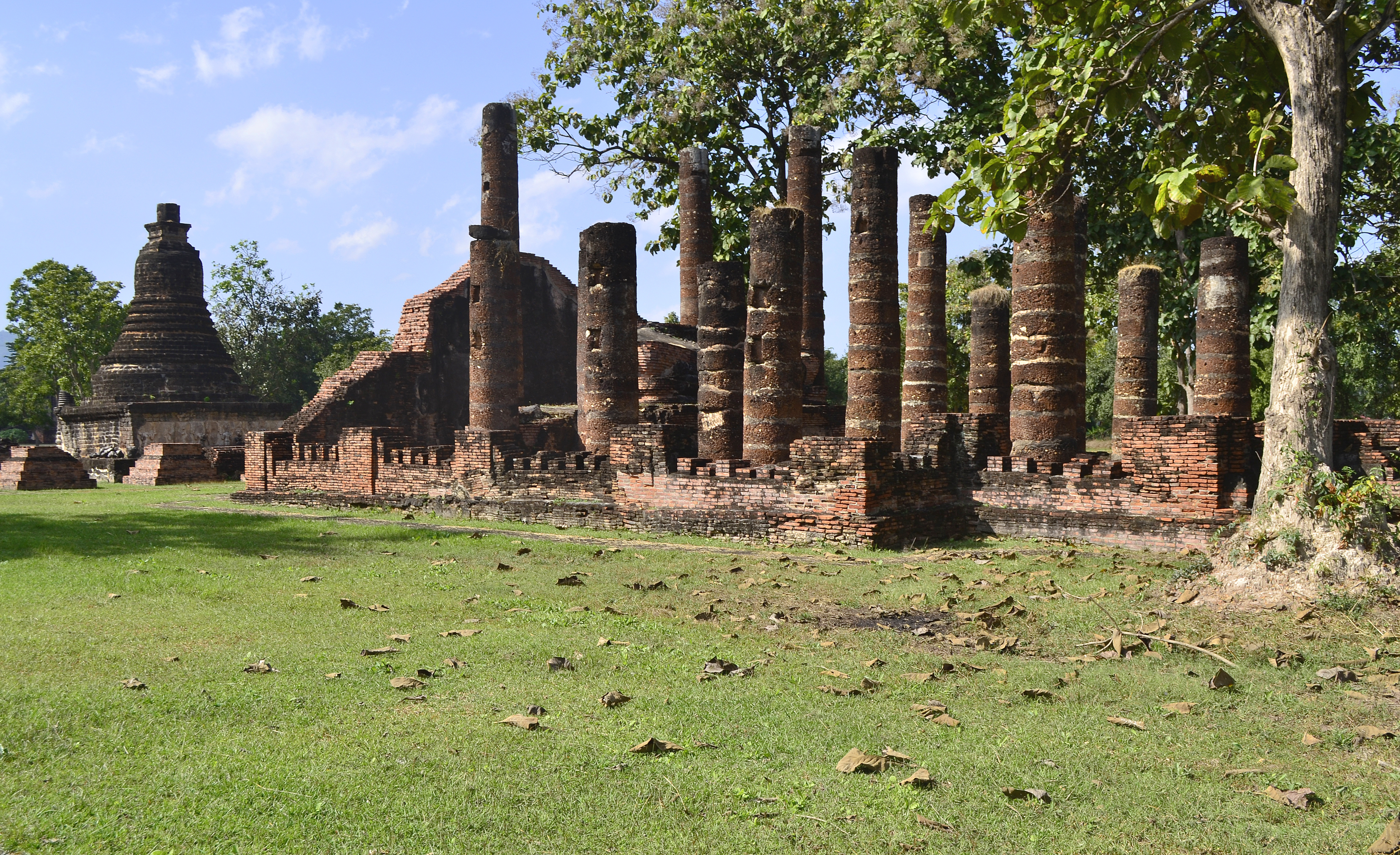
Wat Chedi Si Hong, Versammlungshalle

Der Wat Chedi Si Hong (Thai วัดเจดีย์สี่ห้อง, Tempel der Chedi mit 4 Räumen) ist die Ruine einer buddhistischen Tempelanlage (Wat) in Sukhothai, Provinz Sukhothai in der Nordregion von Thailand.

## Lage
Der Wat Chedi Si Hong liegt etwa zwei Kilometer südlich des südlichen Stadttores (ประตูนโม – Pratu Namo) außerhalb der Alten Stadt (Mueang Kao – เมืองเก่า) von Sukhothai. Ihm schräg gegenüber auf der anderen Straßenseite liegt Wat Chetuphon.
Wat Chedi Si Hong ist Teil des Geschichtsparks Sukhothai.

## Baugeschichte
Der Wat Chedi Si Hong wurde in der Zeit des Königreiches Sukhothai, wahrscheinlich von König Li Thai gegen Ende des 14. Jahrhunderts gegründet.
Ausgrabungen des Fine Arts Department fanden 1963 und 1969 auf dem Tempel-Gelände statt, 1970 bis 1971 wurden die Gebäude restauriert.

## Sehenswürdigkeiten
Folgende Sehenswürdigkeiten befinden sich im Bereich des Wat Chedi Si Hong:
- Ein großer, glockenförmiger Chedi im „Sri-Lanka-Stil“ steht auf einem hohen, quadratischen Sockel von acht Metern Seitenlänge. Rund um den Sockel sind die Überreste einzigartiger Stuck-Reliefs zu sehen. Vielarmige Gottheiten tragen Blumenvasen, ihre Kleidung und Schmuck zeugen von der Mode im Königreich Sukhothai. Zwischen den Gottheiten schauen die Vorderteile von Löwen und Elefanten aus dem Sockel heraus.[2]
- Die Versammlungshalle in der Größe 19 × 25 Meter hat runde Laterit-Säulen und eine kleine Vorhalle im Osten. Die Beine einer großen sitzenden Buddha-Statue sind vor der westlichen Ziegel-Mauer zu sehen.
- Eine kleine Ordinationshalle mit Überresten der Grenzsteine (Bai Sema) liegt im Norden des Tempels.
- Die Sockel mehrerer kleinerer Chedi sind über das Gelände verstreut.
- Weitere Stuck-Reliefs, die im Tempel gefunden wurden, befinden sich heute im Ramkhamhaeng-Nationalmuseum.

### Impressionen

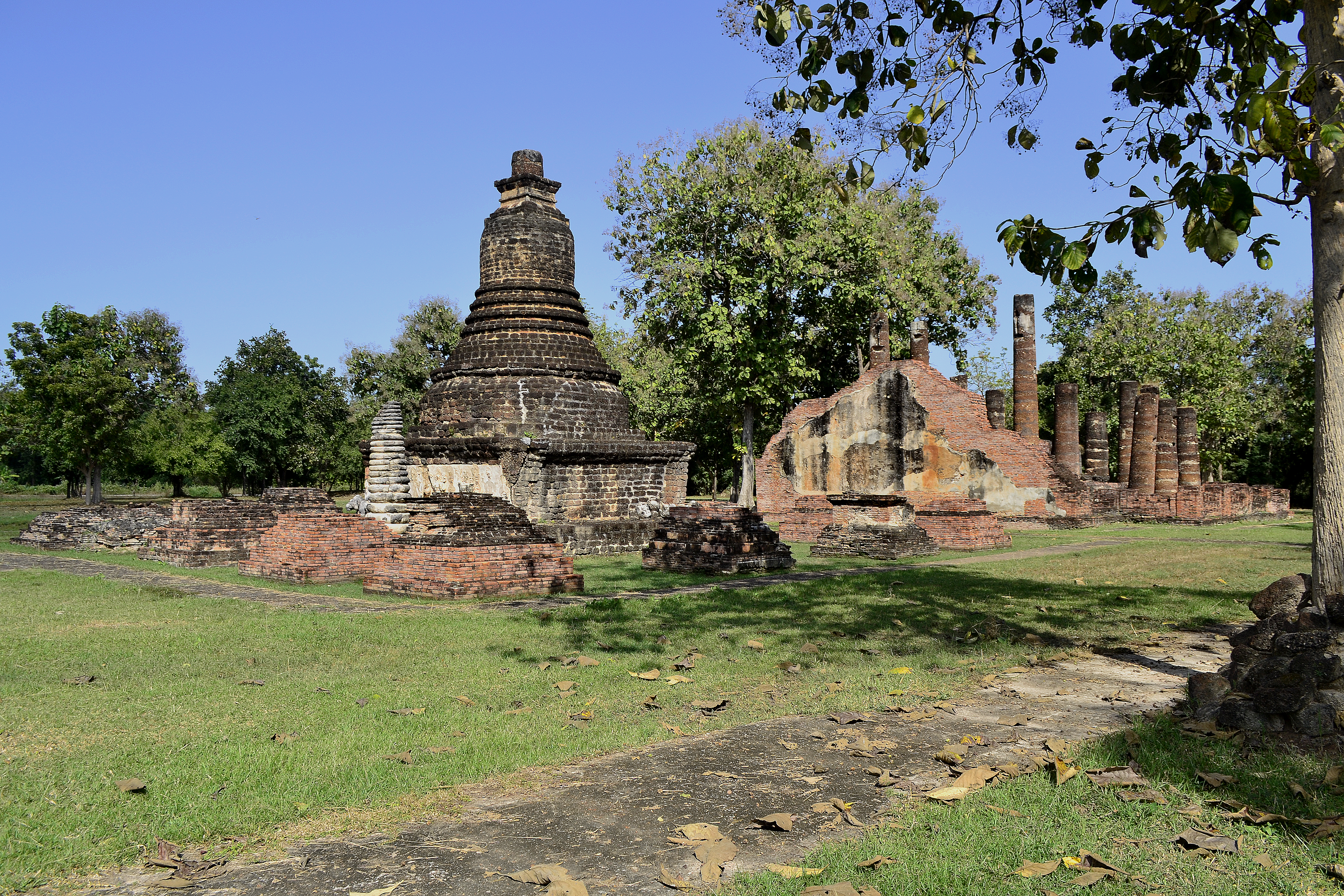
Ansicht von Westen
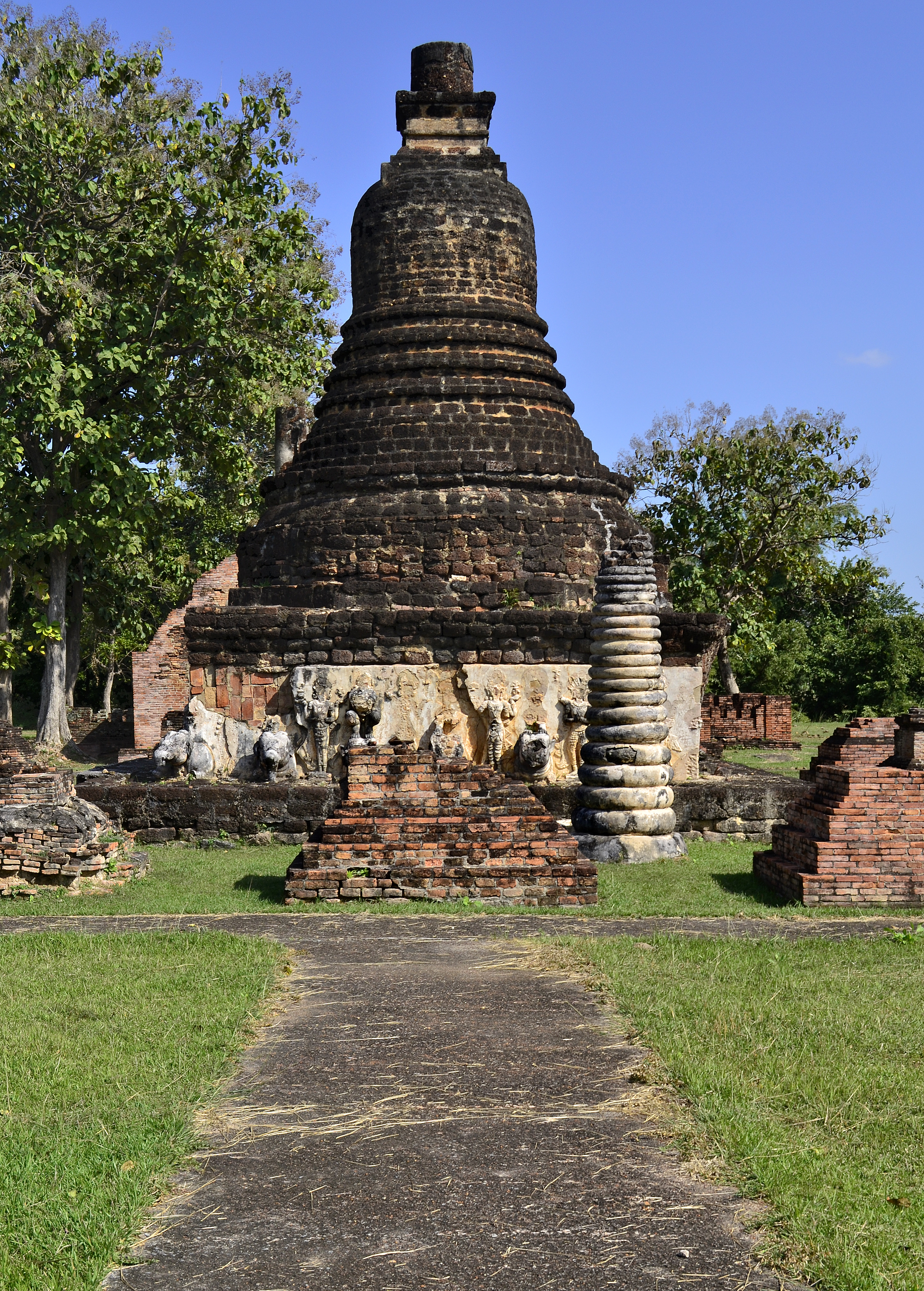
Wat Chedi Si Hong, Chedi
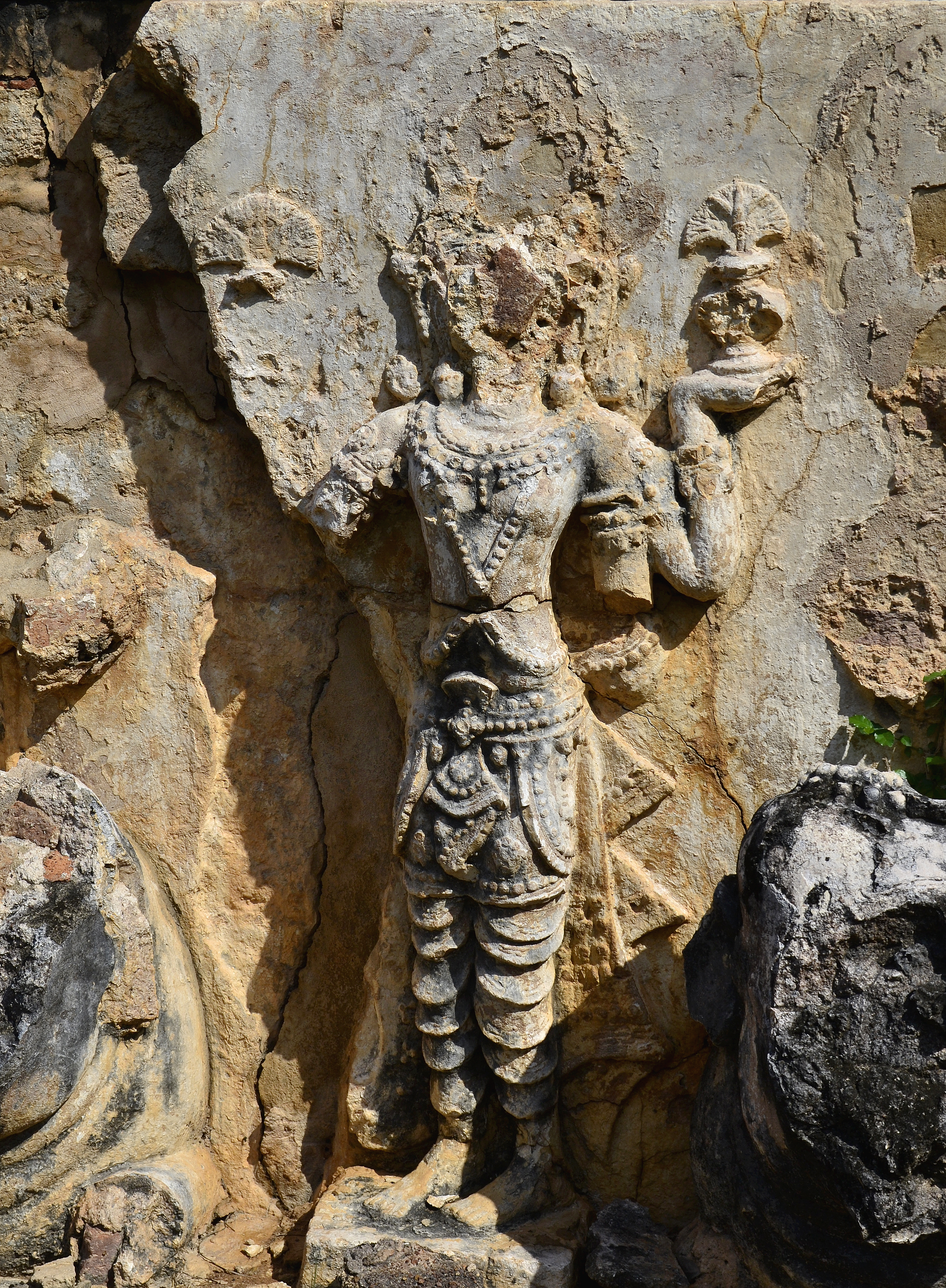
Stuckrelief am Sockel der Chedi
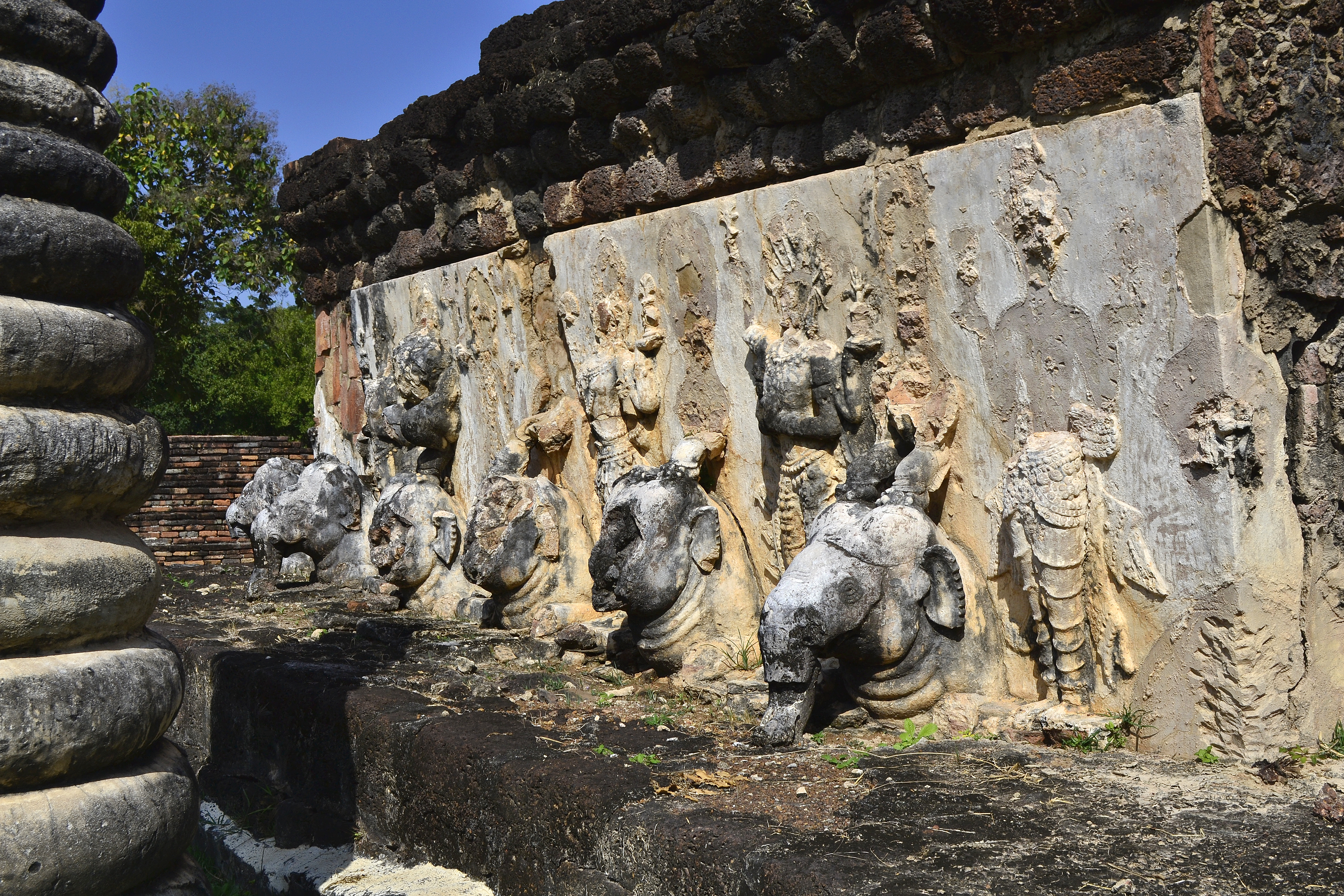
Stuckrelief und Elefanten am Sockel der Chedi
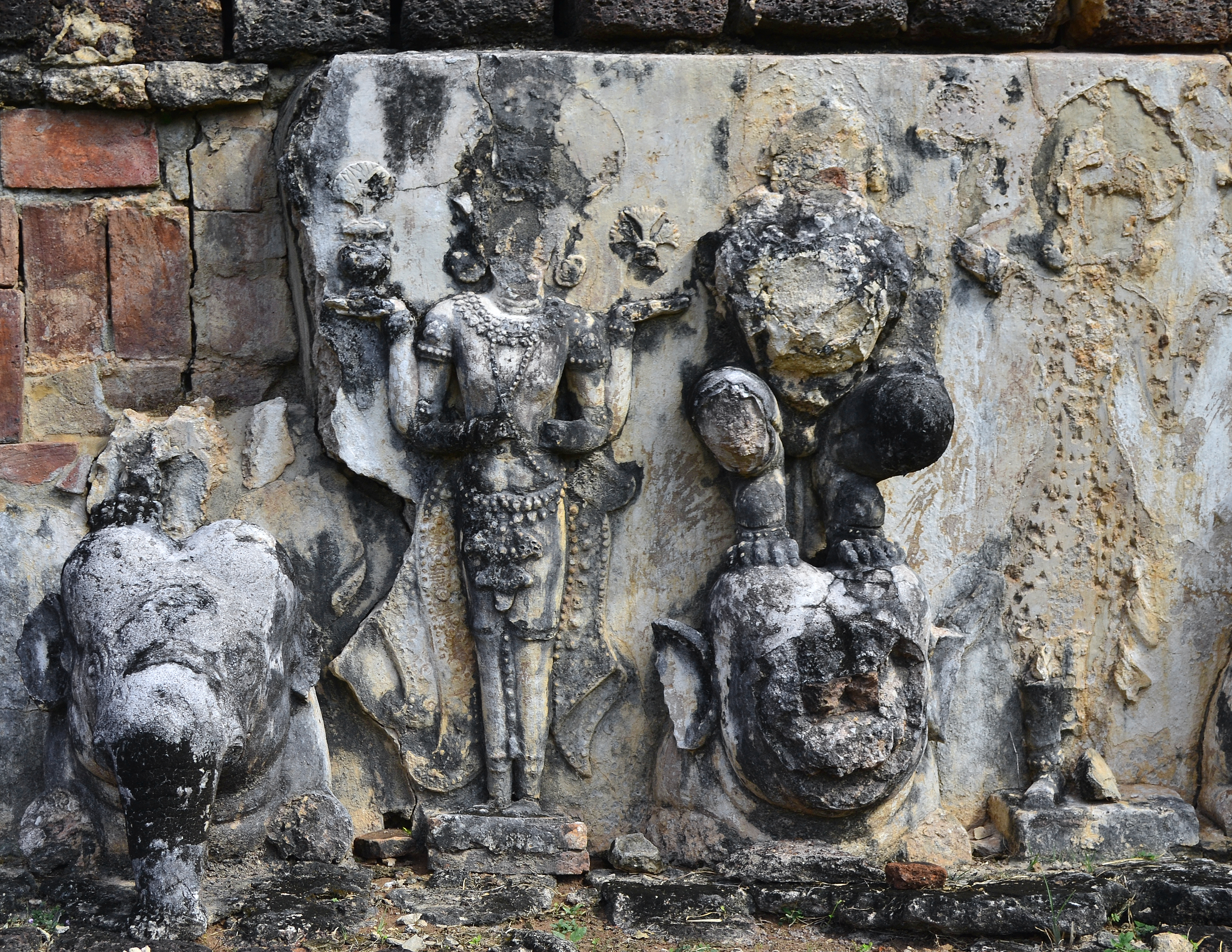
Stuckrelief und Elefanten am Sockel der Chedi